# ヤマトマテリアル
ヤマトマテリアル株式会社は、東京都中央区京橋に本社を置き、容器・包装/アクア/生産システム/エレクトロニクス関連商品の各事業分野をフィールドとする専門商社。 
富山県にあるヤマトマテリアルとは無関係。

## 事業内容

### 製品
- 容器・包装関連製品(ガラス瓶、PETボトル、スパウト付パウチ、ラベル、紙箱など)
- アクア関連製品(ウォーターサーバー、ガロンボトル、キャップ、生産システム、メンテナンスなど)
- エレクトロニクス関連製品(プラズマ装置、ICソケット、基板、トレイなど)

## 沿革
- 1889年 ‐初代森川惣助が東京日本橋馬喰町にてガラス商森川惣助商店(倭屋)を創業。医療用ガラス製品や理化学機器を取扱う。[1]
- 1948年 ‐ ヤマト硝子株式会社設立。初代代表取締役社長に二代目森川惣助。主扱品の酒類用瓶のほか、食品容器、薬品用瓶等を販売。[1]
- 1970年 ‐ 代表取締役社長に森川巽就任[1]
- 1978年 ‐ 本社ビル建設（東京都江東区南砂）エレクトロニクス分野への参入を開始。[1]
- 2004年 ‐ 代表取締役社長に森川香就任[1]
- 2005年 ‐ 本社移転（東京都江東区木場）[1]
- 2006年 ‐ ヤマトマテリアル株式会社に社名変更[1]
- 2017年 ‐ 本社移転（東京都中央区京橋）[1]
- 2019年 ‐ 代表取締役会長兼社長に森川智就任[1]

## 創業者
初代森川惣助 (1862-)は豊岡村_(愛知県額田郡)村長・太田甚蔵の五男に生まれ、1885年に日本橋本石町のガラス屋で医療器械商の知多屋・外山義達の下で働き始め、1889年に独立、馬喰町で「倭屋」の屋号で森川惣助商店を開いた。医理化用ガラスの卸問屋として発展し、1901年に日本橋本町に移転。軍属の肥田七郎の指導で、国産のX線管の開発・製造にも関わり、1915年より販売を始めた。妻は朝倉希一の姉。二代目森川惣助(1902-)は初代の三男で、旧名は敬三、慶応大学経済科を卒業後、ヤマト科学器械社長などを務めた。その長男に森川巽。初代惣助の姪の夫に大阪商船副社長の太田丙子郎、その長男に太田邦夫がいる。